# Wyśmierzyce
Wyśmierzyce é um município da Polônia, na voivodia da Mazóvia e no condado de Białobrzegi. Estende-se por uma área de 16,84 km², com 886 habitantes, segundo os censos de 2019, com uma densidade de 54,6 hab/km².